# Hubert Sulima
Hubert Sulima (ur. w 1989 w Bielawie) – polski dramaturg i twórca teatralny.

## Życiorys[1]

### Edukacja
Absolwent Wydziału Reżyserii Dramatu na Akademii Sztuk Teatralnych im. S. Wyspiańskiego w Krakowie. Studiował także prawo na Uniwersytecie Wrocławskim. W trakcie studiów na AST asystował  Krystianowi Lupie (Pływalnia, 2013) i Agnieszce Glińskiej (Między nami dobrze jest, 2016). W latach 2014–2015 pracował także jako asystent arteterapeuty w Centrum Dziennym dla Osób Niepełnosprawnych Intelektualnie „Šviesa” w Wilnie na Litwie. 

### Kariera zawodowa
Jako dramaturg pracował w czołowych polskich teatrach, a spektakle w jego dramaturgii brały udział i były wyróżniane na licznych krajowych festiwalach i przeglądach teatralnych, m.in. na prestiżowym Festiwalu Boska Komedia w Krakowie, Festiwalu Szekspirowskim w Gdańsku, Festiwalu Interpretacje w Katowicach, Klasyce żywej, oraz czterokrotnie w Ogólnopolskim Konkursie na Wystawienie Polskiej Sztuki Współczesnej. Jest autorem dramatu Litwa is my life, który został przełożony na język litewski i zaprezentowany w Narodowym Teatrze Dramatycznym w Wilnie. Od 2015 tworzy stały tandem twórczy z reżyserem Jędrzejem Piaskowskim. 
W 2020 został laureatem stypendium Nowego Teatru w Warszawie ufundowanego „dla wybitnie utalentowanych młodych artystów”. Sulima i Piaskowski, jako tandem twórczy byli także dwukrotnie, w latach 2020 i 2021 nominowani do Paszportu Polityki w kategorii Teatr (za spektakle: „Jezus” z Nowego Teatru w Warszawie, „Nad Niemnem. Obrazy z czasów pozytywizmu” z Teatru im. J. Osterwy w Lublinie, oraz Komedia. Wujaszek Wania z Teatru Zagłębia w Sosnowcu). 
W 2021 roku, także za Nad Niemnem Sulima otrzymał nagrodę za najlepszą dramaturgię podczas 45. edycji Opolskich Konfrontacji Teatralnych Klasyka żywa, dorocznym konkursie na wystawienie dzieł polskiej literatury klasycznej.
Hubert Sulima w swoich pracach rozwija także zainteresowanie nową sztuką ludową i twórczym potencjałem porażki.  

## Realizacje teatralne[6]
- Dama Kameliowa 1948, A. Dumas (syn), reż. Jędrzej Piaskowski, Teatr im. J. Osterwy w Lubinie, 2021 (dramaturgia i opracowanie tekstu)[7]
- Komedia. Wujaszek Wania, A. Czechow; reż. Jędrzej Piaskowski, Teatr Zagłębia w Sosnowcu, 2021 (dramaturgia i opracowanie tekstu)[8]
- Nad Niemnem. Obrazy z czasów pozytywizmu, E. Orzeszkowa; reż. J. Piaskowski, Teatr im. J. Osterwy w Lublinie, 2020 (adaptacja i dramaturgia)
- Pamiętnik przetrwania;  miniserial online, Teatr Zagłębia w Sosnowcu, 2020 (koncepcja i reżyseria wspólnie z J. Piaskowskim)
- Fanny i Aleksaneder, I. Bergman; reż. Ł. Kos, Teatr im. H. Modrzejewskiej w Legnicy, 2020 (konsultacja dramaturgiczna)
- Historia Naturalna; reż. J. Piaskowski, Teatr im. H. Ch. Andersena w Lublinie, 2019 (tekst i dramaturgia)
- Jezus; reż. J. Piaskowski, Nowy Teatr w Warszawie, 2019
- Wieczór Trzech Króli, W. Szekspir; reż. Ł. Kos, Teatr im. J. Osterwy w Lublinie, 2019 (dramaturgia i opracowanie tekstu)
- Dawid Jedzie Do Izraela; reż. J. Piaskowski, TR Warszawa i Muzeum Polin, 2018 (scenariusz i dramaturgia)
- Trzy siostry, A. Czechow; reż. J. Piaskowski, Teatr im. J. Osterwy w Lublinie, 2018 (dramaturgia i opracowanie tekstu)
- Ogród (czytanie performatywne); Jewish Community Center w Warszawie, 2017 (reżyseria i scenariusz)[9]
- Jakoś to będzie. Spektakl o robotach; reż. J. Hussakowski, Teatr Grupa i Teatr im. J. Słowackiego w Krakowie, 2017 (scenariusz i dramaturgia)
- Z biegiem lat, z biegiem dni, J. Olczak-Ronikier; reż. A. Glińska, Teatr im. J. Słowackiego w Krakowie, 2017 (współpraca dramaturgiczna)
- Raj. Tutorial, na podstawie powieści Middlesex J. Eugenidesa; reż. J. Piaskowski, Teatr Dramatyczny im. J. Szaniawskiego w Wałbrzychu, 2017 (scenariusz i dramaturgia)
- Sen Srebrny Salomei, J. Słowacki; reż. T.Cymerman, Teatr Nowy w Poznaniu, 2015 (dramaturgia)
- Poskromienie Złośnicy; W. Szekspir; reż. M. Warsicka, PWSFTViT w Łodzi, 2013 (dramaturgia)